# باشگاه فوتبال میلوال
باشگاه فوتبال میلوال (به انگلیسی: .Millwall F.C) باشگاه فوتبال انگلیسی است که در شهر لندن قرار دارد.
باشگاه میلوال در سال ۱۸۸۵ تأسیس شده‌است. آن‌ها در دومین سطح فوتبال انگلستان، چمپیونشیپ رقابت می‌کنند. این باشگاه نخست با نام میلوال راورز توسط کارگران کارخانهٔ کنسرو و نگهداری مورتون در منطقه میلوال آیل آو داگز در شرق لندن در سال ۱۸۸۵ تأسیس شد.